# Celles (Hérault)
Celles is een gemeente in het Franse departement Hérault (regio Occitanie) en telt 22 inwoners (2009). De plaats maakt deel uit van het arrondissement Lodève.
De plaats kijkt uit over het meer van Salagou.

## Geschiedenis
Bij de aanleg van de stuwdam in de rivier Salagou in 1960 zijn alle woningen in het dorp onteigend. Bij het vullen van het stuwmeer Meer van Salagou bleek het water minder hoog dan verwacht te komen. Pas in 1996 is het besluit genomen om het dorp nieuw leven in te blazen.

## Geografie

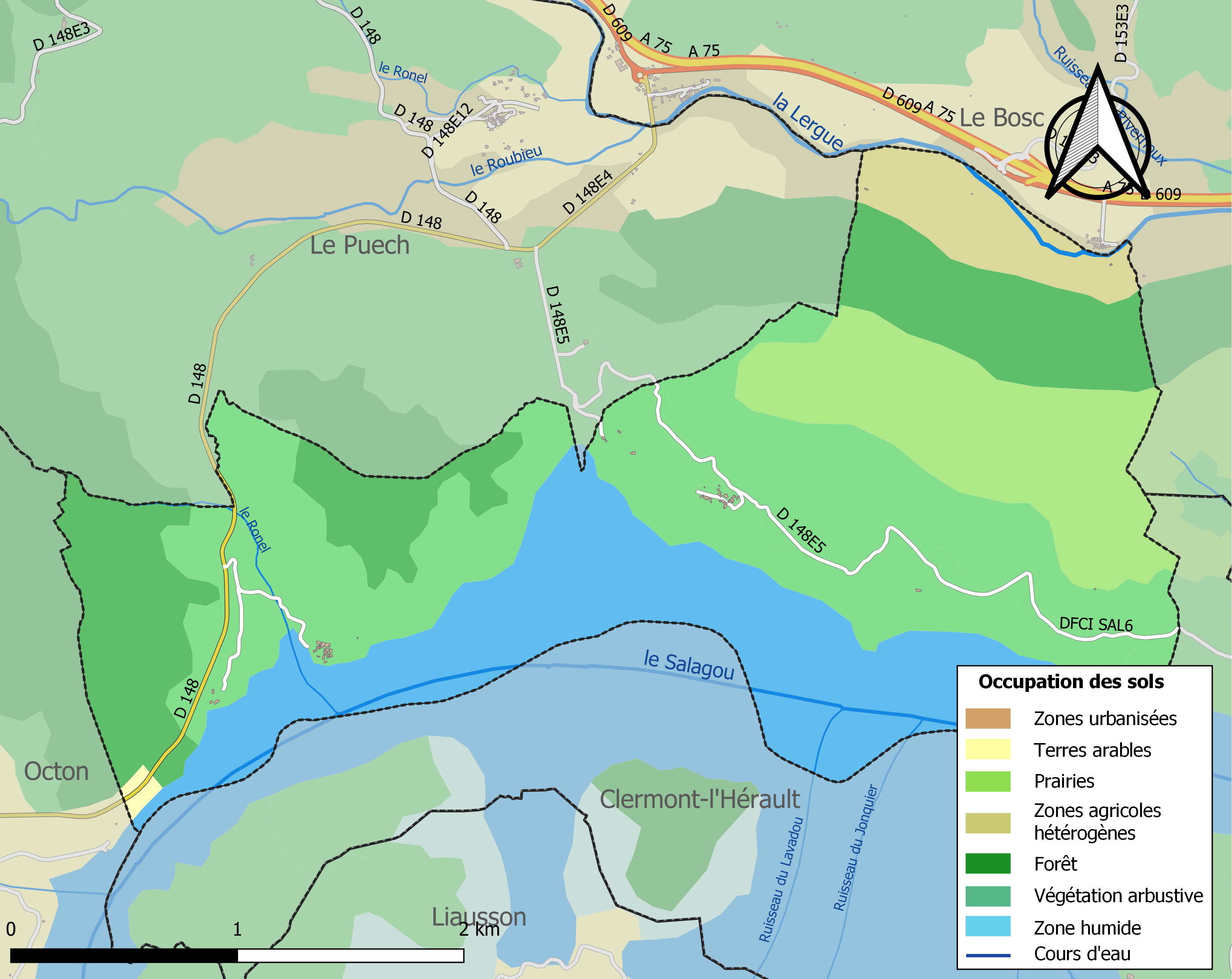
Kaart van de gemeente met de belangrijkste infrastructuur, bodemgebruik en omliggende gemeenten

De oppervlakte van Celles bedraagt 7,0 km², de bevolkingsdichtheid is dus 3,1 inwoners per km².

## Demografie
Onderstaande figuur toont het verloop van het inwonertal (bron: INSEE-tellingen).